# Computer History Museum
Computer History Museum – amerykańskie muzeum poświęcone historii komputerów.
Muzeum zostało założone w 1996 jako The Computer Museum History Center. Od 2001 roku działa pod obecną nazwą. Muzeum mieści się w Mountain View w hrabstwie Santa Clara (w Dolinie Krzemowej).

## Historia
Muzeum powstało w 1996 roku w Mountain View w Kalifornii, na podstawie eksponatów z Muzeum Komputerowego w Bostonie. Na początku kolekcja znajdowała się w Moffett Air Field (Kalifornia) i była zachodnią filią Boston Computer Museum. W 1999 r. Muzeum w Bostonie zostało zamknięte, a jego zbiory podzielono między Museum of Science w Bostonie i Museum of Mountain View. W 2001 roku muzeum otrzymało nazwę Muzeum Historii Komputerów. W 2002 roku muzeum przeniesiono do budynku, który niegdyś należał do firmy Silicon Graphics, a w czerwcu 2003 roku otwarto dla publiczności w nowej lokalizacji.

## Ekspozycja
Ekspozycja muzeum składa się z trzech działów:
- Kamienie milowe w historii technologii komputerowej i technologii przechowywania;

- Historia oprogramowania i szachy komputerowe;

- Wynalazki firm i osób prywatnych z Doliny Krzemowej.

Istnieje również dział tymczasowych ekspozycji.
Muzeum jest otwarte dla zwiedzających w środę, czwartek, piątek, sobotę i niedzielę. Wstęp jest bezpłatny, są darowizny.